# Школа № 263 імені Євгена Коновальця
Школа №263 імені Євгена Коновальця — середня загальноосвітня школа I-III ступенів, що знаходиться у Деснянському районі міста Києва.

## Історія
Школа була заснована у 1987 році. Сусідньою, та майже братською є Спеціалізована школа І-ІІІ ступенів № 250 з поглибленим вивченням математики.

### Головний вхід
У 2014 році, в рамках соціально-корисного інтерактивного проєкту "Подарунок Києву", вихованці "Школи Володимира Лубенка" взяли участь у оздобленні входу до навчального закладу, прикрашаючи його мозаїкою та монументальним живописом. У реалізації цього проекту взяли участь понад 120 дітей – учнів “Школи Володимира Лубенка”, 20 педагогів, 16 батьків за благодійної підтримки 20 організацій Києва та області.
Загальний обсяг мозаїки – 100,6 квадратного метра. Яскраві та мальовничі розписи “Мати Миру – думка Добра, Любові та Краси”, “Душа Києва – відродження Істини”, “Народження свідомості” створювалися протягом 5 років.

Композиційною домінантою оздоблення входу стала монументальна живописна композиція “Київ – Земля, що співає радістю та щастям”, де головні образи “Царя Знань” та “Цариці Знань”.
«Ми вдячні за підтримку проекту т.в.о. голови Деснянської райдержадміністрації Вадиму Онуфрійчуку, який підтримав нашу ідею ще обіймаючи посаду заступника голови з питань освіти і культури. Реалізація цього проекту стала своєрідною підготовкою до самостійної роботи дітей над собою, позитивними рисами свого характеру, до самоформування і творчої самореалізації». – пояснює художній керівник проекту Валентина Оксьон.
До початку 2014 навчального року після встановлення мозаїк “Герб Києва” та “Герб України” в ґрати входу до школи, роботи були повністю завершені.
«Ми добре розуміємо, що значне місце у виховній роботі з учнівською молоддю посідає створення умов для розвитку здібностей та обдарувань дітей. Чим ширший спектр вибору для творчої самореалізації ми запропонуємо підліткам, тим цікавішим і результативнішим буде цей процес. Тому ми з радістю підтримали цю ідею, яка своєю оригінальністю дозволила охопити чималу кількість дітей і залучити ще й батьків та різні організації. Ми й надалі приділятимемо чималу увагу впровадженню новітніх програм та методик задля всебічного розвитку наших дітей». – зазначив т.в.о. голови Деснянської райдержадміністрації Вадим Онуфрійчук.

### ВізитВіталія Кличка
Влітку 2019 року до навчального закладу в рамках програми термосанації, приїхав мер Києва - Кличко. Він особисто проконтролював початок робіт.
Термосанацію школи №263 здійснюють за кошти державного і місцевого бюджетів.
Програма комплексної термосанації, що Київ впроваджує у школах та дитсадках, вже довела свою ефективність, бо дозволяє економити до 50, а іноді й 60 відсотків тепла і сплати за нього.

Навчальний заклад розрахований на 930 учнів. Сьогодні, в 2019, в ньому завершують ремонтні роботи фасаду. Також - за кошти державного і місцевого бюджетів - здійснюють термосанацію будівлі. Усього на комплекс робіт виділили близько 33 млн гривень. До початку навчального року роботи були завершені.
«Побудована ця школа 32 роки тому. З тих пір жодного ремонту в ній не робили. І це була одна з найхолодніших шкіл міста, - зазначив мер. - На сьогодні тут повністю замінили вікна, здійснили утеплення зовнішніх стін та заміну покрівлі. Окрім цього, у 2019 році в школі планують замінити на енергозберігальні усі двері, утеплити цоколь будівлі та реконструювати систему вентиляції. Також на фінальному етапі косметичні ремонти у трьох класах «Нової української школи». На це місто виділило 260 тисяч гривень. Школа отримала парти, м’які меблі, шафи, персональні комп’ютери, дидактичні матеріали. Також, зокрема, на ремонт холу та вбиральні надали ще 1 мільйон гривень». – каже мер.

## Додаткова інформація
- У школі викладають 70 учителів, з них:

42 — вищої категорії,
11 — I категорії,
5 — II категорії,
9 — спеціалісти,
5 — методисти,
19 — старших вчителів.
- У школі є 30 класів, з них:

400 — учні I ступеня (молодша школа),
425 — учні II ступеня (середня школа),
78 — учні III ступеня (старша школа),
- У школі діють 7 груп продовженого дня.